# João Sinadeno (grande conostaulo)
João Sinadeno Comneno Ducas Paleólogo (em grego: Ἰωάννης Συναδηνός Κομνηνός Δούκας Παλαιολόγος; romaniz.: Ioannes Synadenos Komnenos Doukas Palaiologos) foi um nobre bizantino e líder militar no século XIV, que ostentou o título de grande conostaulo. Muito pouco sabe-se de sua vida exceto que atuou como um emissário de Andrônico III Paleólogo ao seu avô Andrônico II Paleólogo durante os estágios finais da guerra civil bizantina de 1321-1328, juntamente com João Aplesfares.
Foi o filho (possivelmente o mais velho) do grande estratopedarca João Sinadeno, e irmão do protoestrator Teodoro Sinadeno. Ele herdou o sobrenome paleólogo de sua mãe, Teodora Paleóloga Sinadena, e foi comumente referido por ele. Ele casou-se com uma senhora chamada Tomasina Comnena Ducena Lascarina Cantacuzena Paleóloga, filha de certo [Miguel] Cantacuzeno; posteriormente tornou-se freira com o nome Xena. Casou posteriormente com Irene Lascarina Comnena Ducena Paleóloga, de ascendência desconhecida. Com ela teve três filhas:
- Ana Sinadena Cantacuzena, casou-se com certo Miguel Comneno Láscaris Briênio Filantropeno.[5]
- Irene Comnena Cantacuzena Paleóloga Sinadena, casou-se com Miguel Comneno Tornício Paleólogo Asen (governador de Lesbos em 1342/1255), filho de certo Constantino Paleólogo Asen. Com ele possivelmente teve um filho chamado João Ducas Ângelo Paleólogo Raul Láscaris Tornício Filantropeno Asen.[5]
- Eufrosina Ducena Paleóloga, casou-se com certo Constantino Comneno Raul Paleólogo.[5]